# Sankt Jakobs kyrka, Kanaker
Sankt Jakobs kyrka (armeniska: Սուրբ Հակոբ Եկեղեցի) är en kyrkobyggnad i distriktet Kanaker-Zeytun i Jerevan i Armenien. 
Den tidigare Sankt Jakobskyrkan förstördes i jordbävningen i Armenisn 1679. Den återuppbyggdes med finansiering av Hakobjan, som var en välbärgad armenisk borgare i Tbilisi. När kyrkan 1868 fungerade om biskopssäte, fanns vid kyrkan en stiftsskola, som var namngiven efter Sankt Sahak Partev.
Under den sovjetiska tiden användes kyrkan som lagerlokal, och togs åter i bruk som kyrka 1990. 

## Arkitektur
Sankt Jakobs kyrka är en treskeppsbasilika utan central kupol, men med en mindre kupol som är placerad asymmetriskt över den ena gaveln. Den har ingångar på de södra, västra sidorna och norra sidorna. Inne i kyrkan finns väggmålningar med avbildade helgon. Huvudaltaret ligger mot öster, i anslutning till en sakristia. Sydväst om kyrkan finns en dekorerad portal från 1897. 
Sankt Jakobskyrkan har en systerkyrka med samma arkitektur i Kanaker, Heliga Guds moders kyrka från 1695, som ligger högst upp på en kulle 200 meter i nordnordvästlig riktning. Denna är i delvis skadat skick.

## Bildgalleri

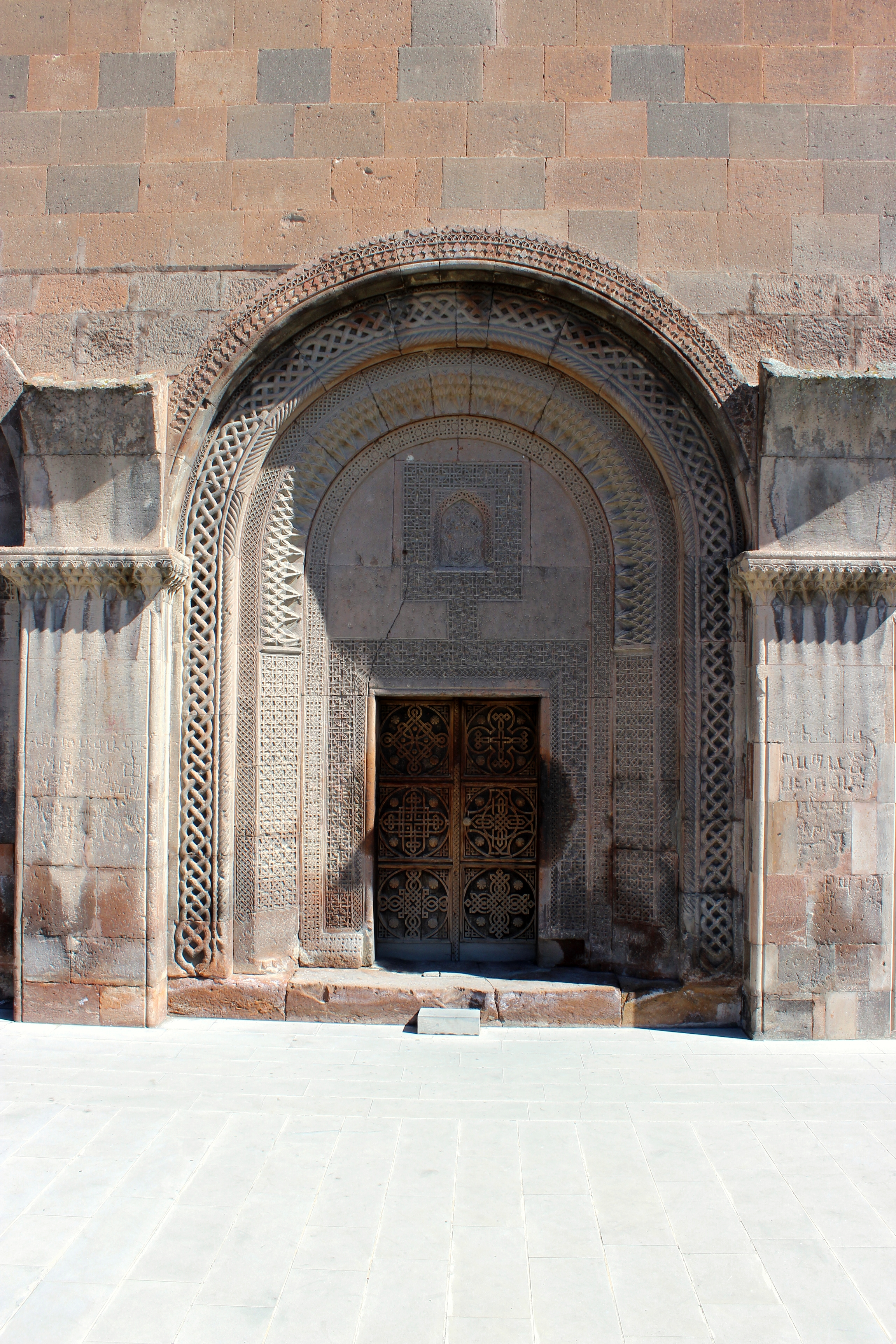
Kyrkans västra ingång
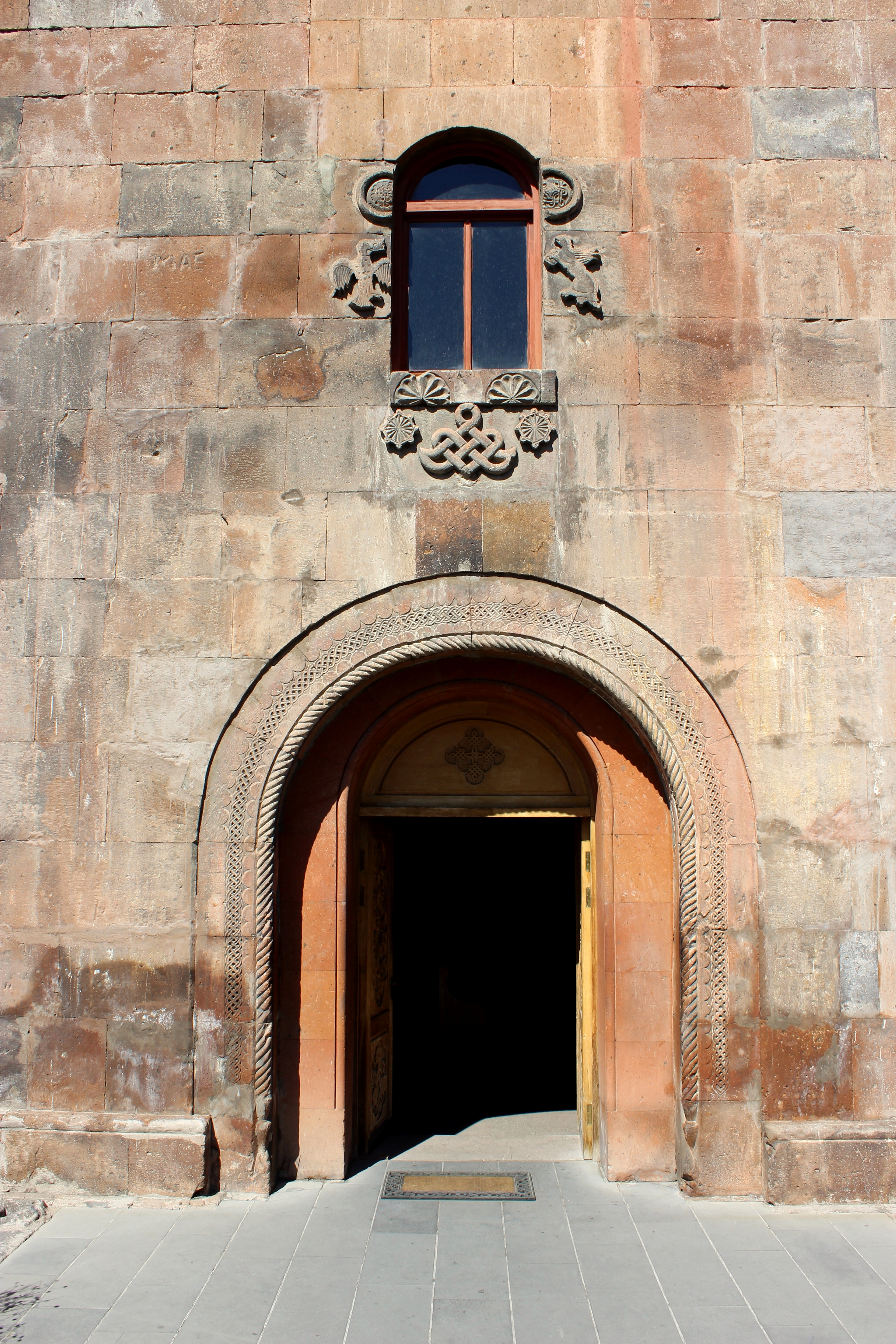
Kyrkans södra ingång
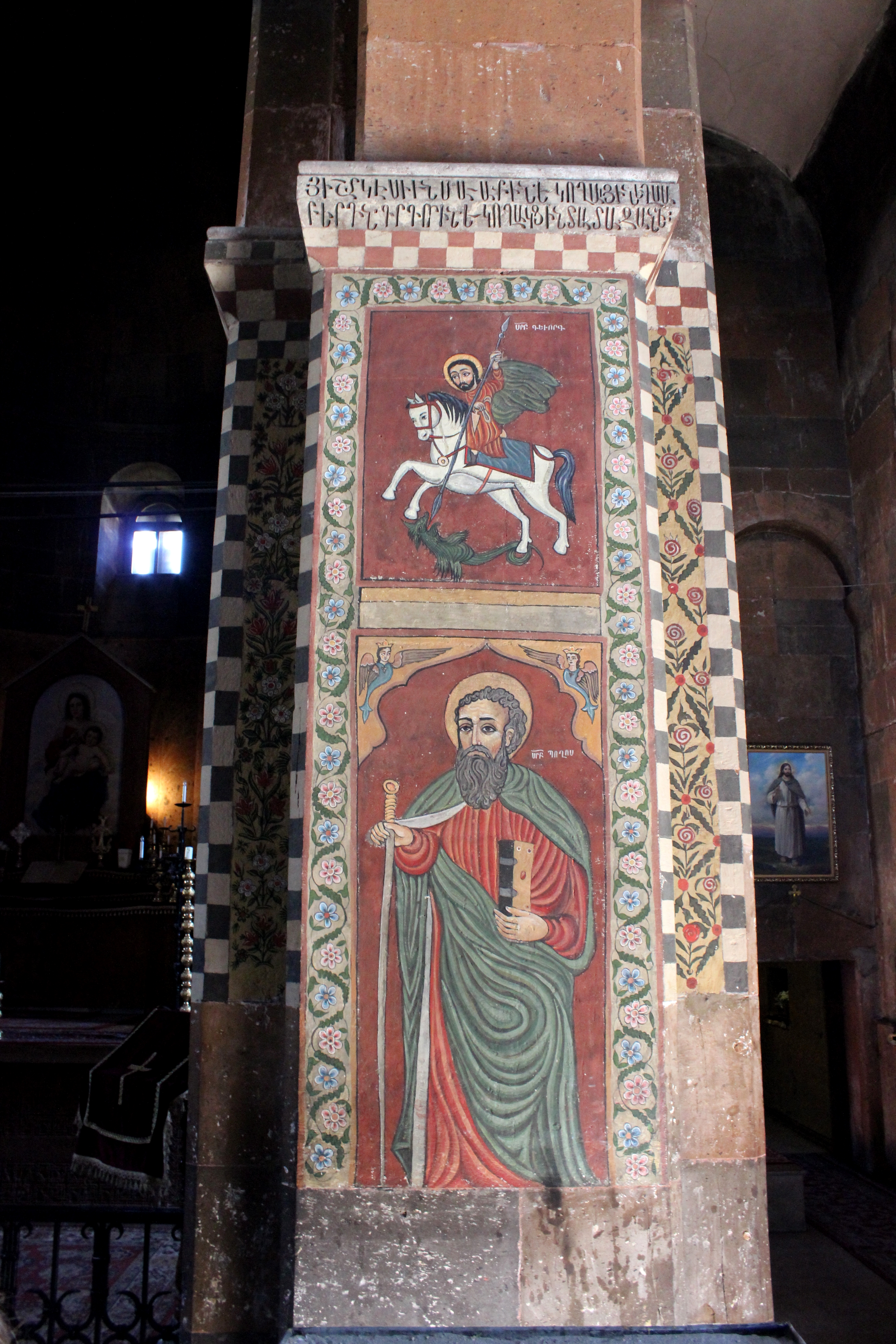
Målningar föreställande Sankt Georg och apostels Paulus
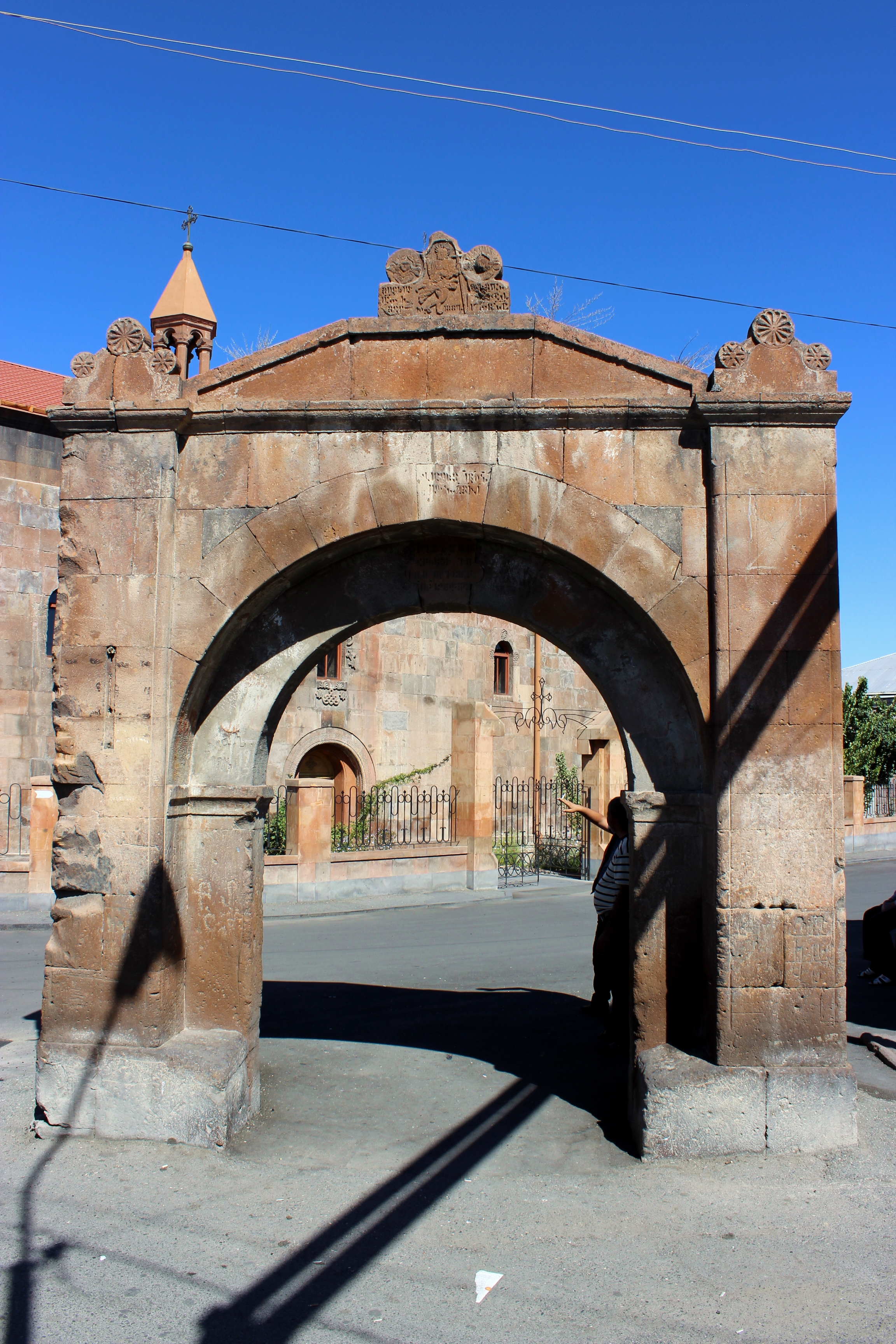
Portalen från 1887